# 普安镇 (三都县)
普安镇，是中华人民共和国贵州省黔南布依族苗族自治州三都水族自治县下辖的一个乡镇级行政单位。
2014年8月7日，贵州省人民政府批复同意三都水族自治县乡镇行政区划调整，新设置的普安镇辖原普安镇、交梨乡，镇人民政府驻普屯村。

## 行政区划
普安镇下辖以下地区：
普屯村、星光村、燕高村、双江村、新华村、建华村、岩寨村、燎原村、展望村、甲揽村、羊吾村、巫昔村、崩寨村、的刁村、鸡照村、光华村、总奖村、小河村、平和村、新联村、阳冬村、前进村、梁家沟村、平冲村、高硐村、望结村、排月村、羊送村、高屯村、王家寨村、永兴村、野记村、排代村、高戎村和交梨乡。

## 交通
- 贵广客运专线：三都县站